# 應援團
應援團是日本體育文化的應援集團，作為高等學校和大學課外活動的學生社團，通常被稱為「應援部」。日本高中棒球等體育比賽期間，他們會召集本校以及支持母校的團體，到運動場外聲援競賽隊伍。廣義上的應援團，就是代表在運動場外喝彩的整個支持團體；狹義上的應援團，則是指專門領導和鼓舞群眾歡呼的團體，可稱為「應援指導部」。
大學應援團往往直屬於體育俱樂部，因為他們經常是支持獨自的體育隊伍，主要由男性組成「指導部」。除此之外，也有由銅管樂隊組成的「應援團吹奏樂部」，以及由女性組成的啦啦隊。

## 概要

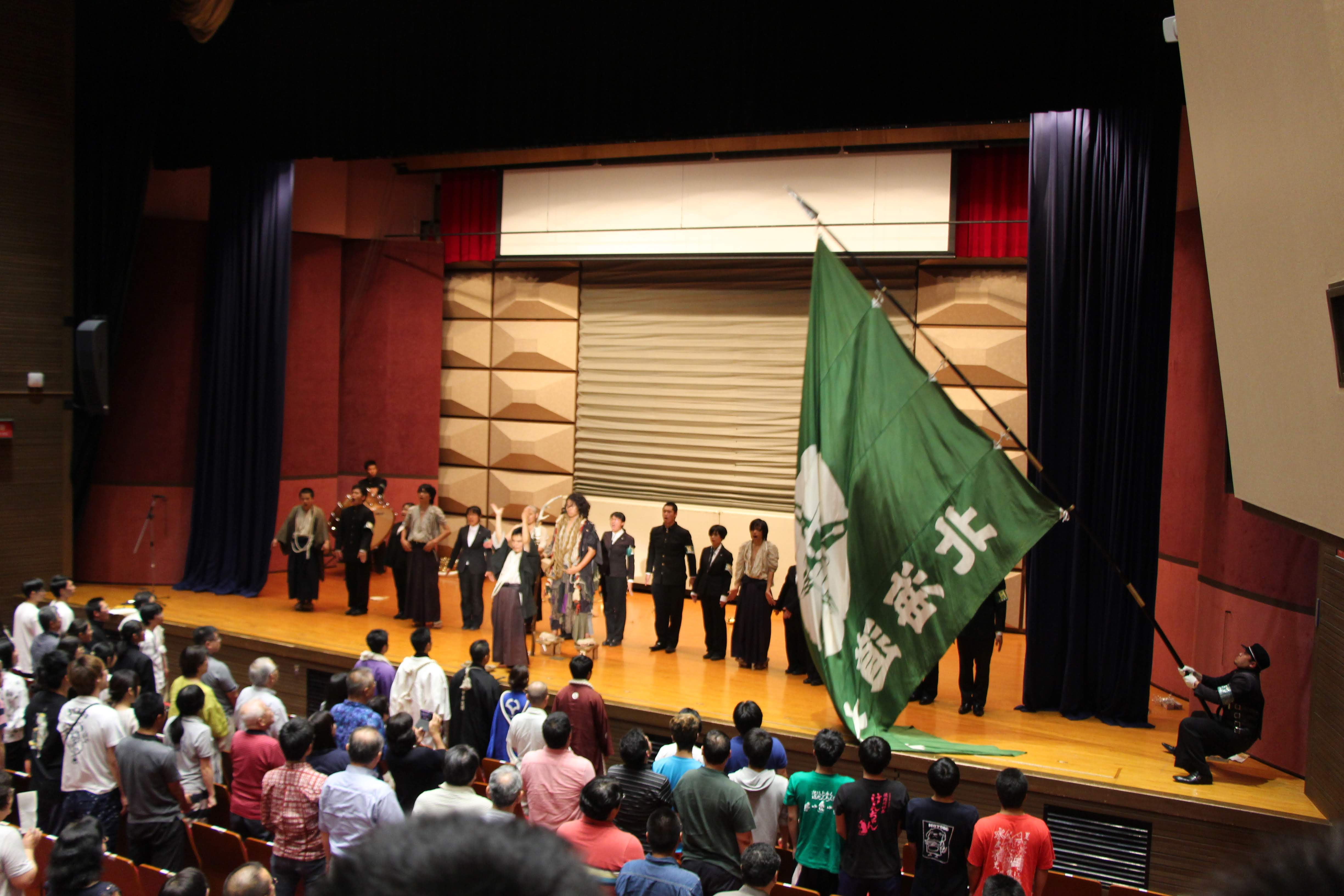
全國七大學綜合體育大會的各校應援團聯合演舞會，北海道大學應屆主辦（2018年）

從前的人們對打架、比鬥等突發事件感到興趣，當中有少數人會引導聚集圍觀的群眾，鼓舞人群為其歡呼喝彩，可以說是應援文化的開端。現在的職業運動仍有這類私設應援團的應援，往往是繼承過去的野次馬應援團，而不是具有應援技術方法的專門應援團體。
高中應援團發展初期，常常仰賴膽大且脾氣粗暴的領導，因為他們需要有組織烏合之眾的能力，有時甚至需要動用武力，因此聚集的團員也有趨於雷同的氣質。所以應援團總是讓人聯想到充滿陽剛之氣、有嚴格等級關係的印象，這些印象在漫畫、動畫、戲劇、電影等作品中往往被誇大描述。日本高中也有女生組成啦啦隊的應援組織，這在美式足球中極為常見，兩者在現實中的應援形式及日常組織管理，則有很多不同的差異。然而，在大學應援團的情況下，應援團很多時候是以指導部為中心，當中主要是男性，但也有融入女性組成的啦啦隊，雖然兩者意識上有細微的差別，但應援目的都是帶領走向勝利，基本上不會有相互敵對的關係。
「應援」一詞從原義上是指接應救援，可以是指某種特定的社會援助團體，但與此處所述的應援文化並沒有關聯；除此之外，運動隊伍的粉絲球迷也有可能被稱為「應援團」，但在這種情況下所構成的團體，也不同於上述所解釋的學生應援團。這樣的話，「應援團」按照目標可以有不同解釋，但在一般情況下是指「學生應援團」，實際上的團員即便不是學生，也是一個有模仿傾向的應援團體。根據不同次文化，也有（應援團）、（同好會）、Supporter Group（足球球迷會）、Booster Club（籃球球迷會）等的稱呼。
應援團的應援行事風格，在需要以口頭傳達指令的競技比賽中，被認為會有可能造成比賽障礙，對其使用的音量和樂器也有不同的限制；尤其是在啦啦隊支援的美式足球比賽，根據美式足球的規則判決，如果過度的人群噪音（Excessive Crowd Noise）造成對方球隊的失誤，己方球隊將受到5碼的處罰。
傳統應援團在與對手比賽時，也有出現嘲諷或詛咒對手的呼喝，由於違背體育精神，賽會對這類噓聲的限制與日俱增，同時也對其提出自我克制的要求。

## 歷史

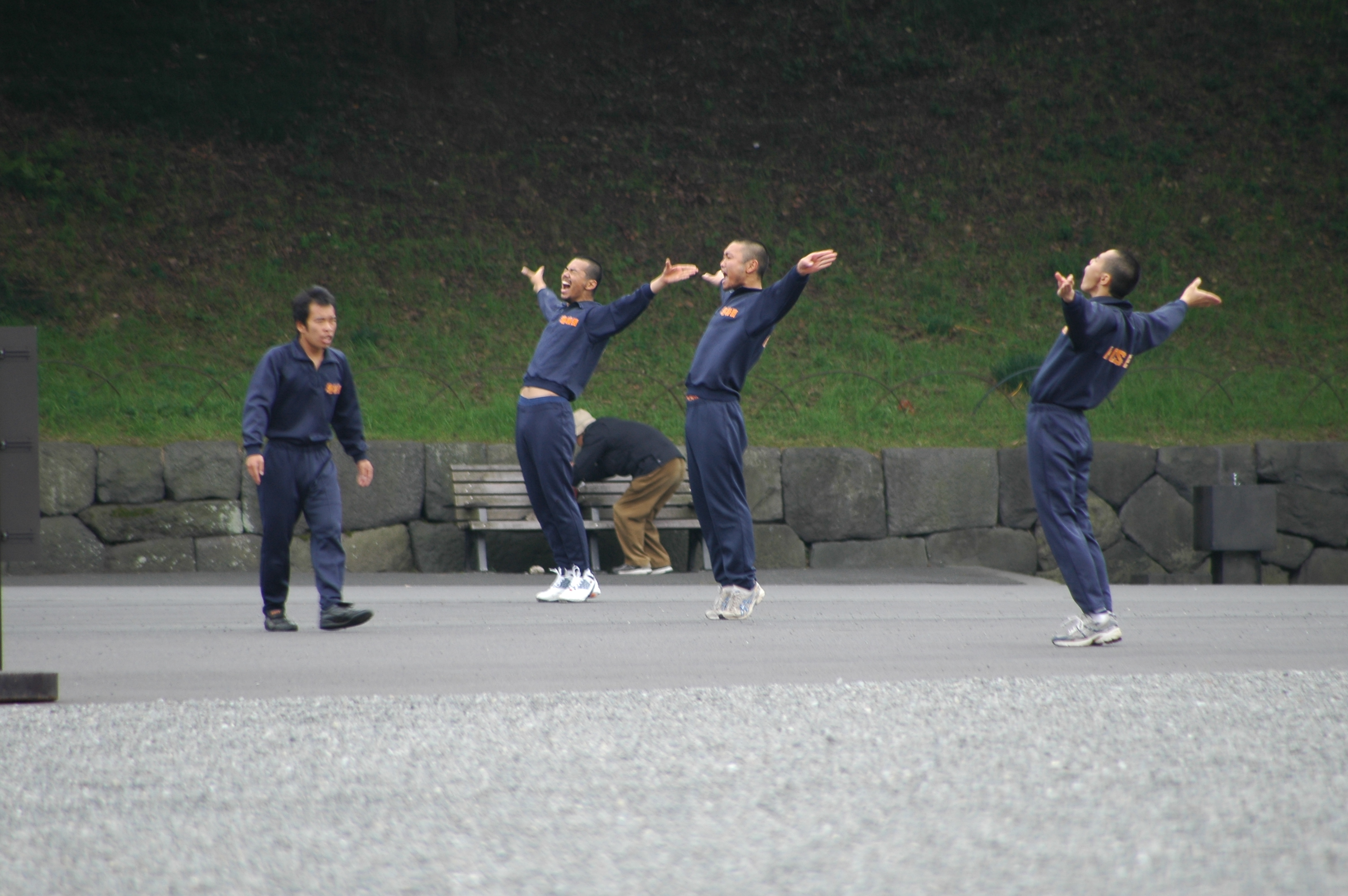
應援團員正在練習使用腹式呼吸發出聲量

舊制高等學校應援團組建的根源，始於1894年高等學校令普及全國舊制高校，讓學生運動部的活動擴展到大學之外。 1890年代後期，學校開始出現聲援隊、應援隊的學生組織，並被通稱為應援團。 起初，應援團並不是一個永久性的組織，而是在競技比賽期間作為校友會的高層組織，通過紀律嚴明的應援活動，促進學生的集體團結，在每個學校營造「培養良好校風」的目標。 應援團由幹部（顧問、團長、副團長、委員）和團員組成，顧問從教職人員中選出對應援團進行監督，團長由校友會決議從候選學生中選出，全體校友會員通過直接選舉民主決定，副團長由團長指定，委員從每個班級中選出；原則上而言，顧問之外所有幹部的任期為一年。
1970年代左右，應援團因為過度要求紀律的傾向，從而導致在某些情況下，發生日趨嚴重的暴力問題。以拓殖大學應援團為例，曾於1972年因毆打申請退部的一年級團員，而導致廢除部活動；1974年應援團復部之後，再度於1978年發生暴力事件，導致一人死亡而永久廢止。 1978年，國士館大學應援團副團長因歐打應援團員，涉嫌恐嚇敲詐而被新宿警察署逮捕；同年6月，大學下令應援團解散。
2000年代以後，參與應援團的志願學生逐漸減少，舊制高等學校潮流的東北大學，曾經僅有一名新生加入擔當應援團長。 小樽商科大學也曾經因為無法招收新生入部，而暫時休止應援部活動。

## 應援風格
應援團常見的穿著風格大致如下：
1. 穿著學生服的統領（主要以男生居多）負責應援指揮
  1. 穿著與普通學生校服相同的情況
  2. 穿著不同於一般學生的校服，例如特別定制的改造學生服（日语：学生服）及寬鬆學生褲，作為應援團制服的情況
2. 老派弊衣破帽風格的野蠻學生姿勢的統領（主要以男生居多）負責應援指揮
3. 穿著運動衫的的統領（主要以男生居多）負責應援指揮
4. 啦啦隊（主要以女生為組成中心）負責應援指揮，穿著以校色為基礎的啦啦隊制服

附註：針對社會大眾為對象的場合時，還會追加與一般觀眾日常服裝幾乎不同的裝束，尤其是負責應援指揮的統領，會在額頭上纏繞一字巾或法被。除此之外，團長也會穿搭襷和白手套，並帶著擴音器，另外還有拿著大旗的旗手（親衛隊長）。
應援團員穿著的長制服、中制服等變形校服，也有其他不同的意義。例如，訂製的領口防止低頭行禮時，無精打采的歪斜頸部；加長外套避免彎腰行禮時，將臀部直接轉向他人。此外，寬鬆的褲子更利於做出四股踏的動作，並掩飾O型腿的缺陷。 白手套能夠更清楚地向群眾展示手部動作。 這個意義上來說，應援團制服就像是適合實戰的功能性服裝，很多情況下也只允許應援團高層的幹部穿著。
某些學校繼承舊制中學弊衣破帽、野蠻學生的傳統風格，特別是在東北地方的岩手縣和宮城縣等地，許多以舊制中學為基礎的高校，尤其顯見這種應援風格。他們在引導應援呼喝時，也會展現出更多的手勢動作。「野蠻學生」（バンカラ）一般可以解釋為或，前者是穿搭老派弊衣破帽和羽絨褲的改造學生服；後者是的省略，穿著以特攻服為主的制服，一般上可能不會對其作出的嚴格區分，但它們本來就有不同的意義。
除此之外，應援團具有獨特的風格、制度和精神，也有一些被視為絕對、象徵性的物品傳承下來，往往是大多數應援團組織共有的特徵。

### 旗幟的神聖性
大学和高中應援團將旗幟視為神聖，其重要性不言而喻。除了校旗和社旗之外，應援團也可能會有一面巨大的「團旗」，負責掌旗的團員會戴著學生帽，往往處於一個非常重要的位置。事實上在一個紀律嚴明的應援團，旗手要不間斷地舉著旗幟，如果把旗倒下，將被視為是一個極大的恥辱。進一步來說，旗幟如何從存放的盒子裡取出、展開、折疊和放入，以及存放在什麼位置，在一些應援團中都有詳細的程序和不成文規定。

### 器材的神聖性
不僅止是旗幟，各種應援道具也都具有神聖性，這是應援團的共同特點。具體來說，包括臂章、看板、太鼓、學生帽等，即使這些器材被繼承使用而變得老舊，卻也因為老舊而更具有神聖意義。

### 徽章的重要性
學生服使用的領章、胸前口袋的徽章也有詳細規定，例如：團員下級生有一般的徽章、幹部上級生也有不同的專用徽章。大學應援團的下級生，在幾天至兩週不等的夏令營、春訓營中，通過嚴峻考驗而倖存下來，才會頒給團體徽章，晉升為正式團員。應援團組織的人際關係，就是建立在嚴格的等級關係，徽章作為一種識別等級的階級章，可以清楚顯示團員在組織中的地位。

## 基本應援方法

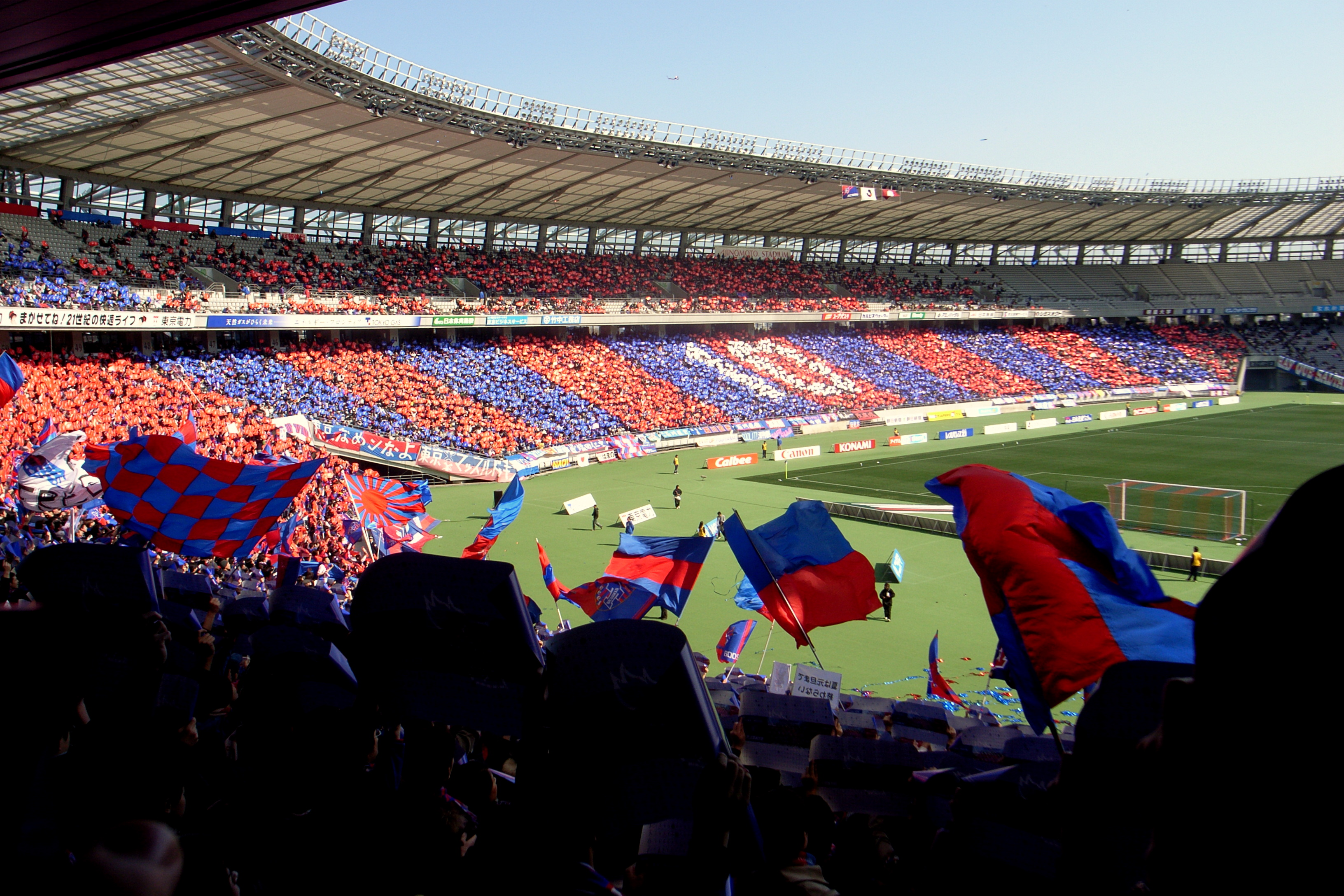
2008年J1聯賽第一場對戰神戶隊（味之素體育場），東京隊的支持者在應援席以集團行動排成「10」文字，慶祝東京隊加盟J League達成十週年紀念

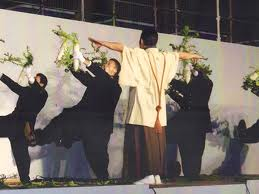
東京農業大學全學應援團的招牌應援表演「白蘿蔔舞」

應援的基本風格就是由應援團長（リーダー）呼喝口號，團員們根據命令應聲附和，帶領群眾隨著喊叫，呼喝時會比劃空手的型崩動作。大學和高中應援團通常劃出母校漢字（或羅馬化書寫時的首個字母），例如：明治大學「Meiji」的「M」；呼喝時也會喊出球隊和球員姓名，以及各種不同的加油短語。
- FU―RE―E（フレー，英語，歡呼、加油）
- KA―TSU―ZO―O（勝つぞー，我們會勝利）
- FAI―TO―O（ファイトー，英語，戰鬥）
- O―SE―O―SE―E（押せ押せー，壓倒對手）
- KA―SSE（カッセ，的省略，擊倒）
- I―KKEE―I―KE―I―KE（イッケーイケイケ，突進）
- KI―AI―O―IRERO（気合を入れろ，一鼓作氣）

除此之外，還有通過演奏337拍子及唱校歌、寮歌、應援歌之類，或者與球員有關的原創歌曲，向球員發出應援。許多情況下，會使用腹式呼吸作為應援的發聲方法。以前應援團也會呼喊「（對手）失敗」（○○○倒せ）的口號，但近年來被認為過於失禮，已經在高中棒球中停止使用。此外，動作編排的演舞方式也有很多種類，除了使用校歌之外，也會引入風土民間藝術和特產名物。
應援團員在體育場館內的應援方式，大致可以分為：與一般觀眾相同面向場內加油、以及面向觀眾席引導球迷歡呼。後者的情況下，應援團會指派一名稱為「鏡子」的團員，負責觀察比賽情況，並及時向面向觀眾席的應援團員，傳達變更命令的指示。
成人棒球、城際棒球比賽和職業足球聯賽，以及全國高中的知名體育比賽（高校綜體、冬季國立、春高排、高棒等），在應援席的表演也會融入當地的表演藝術，與主場所在地相關的民歌和邦舞，例如：川崎市東芝棒球俱樂部和川崎前鋒的「川崎」、栃木SC和日光冰鹿的「栃木縣民之歌」、松本山雅FC的「信濃之國」等；以及廣島縣的球隊，例如：職棒的廣島東洋鯉魚、J聯盟的廣島三箭與其他許多業餘俱樂部，將鄉土特產的杓子作為應援特色。
應援團還可以在觀眾席位排列文字，代表例子是PL學園高等學校棒球部在甲子園大賽的應援，J League俱樂部球門內側歡眾席的球迷，也會經常使用這種應援方式。

## 應援席位置
- 美式足球和室內球類運動（排球、篮球、冰球、手球等）：通常是在電視直播畫面的後看台。
  - 啦啦隊（Cheerleader）通常會在後看台的樓梯走道上應援，但他們在美式足球的情況下，經常不僅是表演舞蹈，還會展現體操和花式表演，所以可能會在球場前排而不是看台上應援。

- 足球、橄欖球類運動：多數是在後看台和球門後方席，球門後方通常是主看台左側為主隊、右側為客隊，不過有些J聯賽和JFL聯賽場地卻是相反的配置。此外，由於運營成本或設施所造成的原因，J3聯賽的後看台可能無法開放，使得主看台的一部分被用作為應援席。
  - 全國高等學校足球錦標賽、全國高等學校橄欖球錦標賽（日语：全国高等学校ラグビーフットボール大会）在大多數情況，都是將後看台設為專門的應援席。

- 棒球：一、三壘側的内野席。
  - 日本棒球機構管理的職業棒球中，北海道日本火腿鬥士的札幌巨蛋、東北樂天金鷲的宮城球場、埼玉西武獅西武巨蛋和埼玉縣立大宮公園棒球場（日语：埼玉県営大宮公園野球場）的主場應援席位於三壘側、其他大部分球場則是位於一壘側，客場應援席則是在對面。
  - 觀眾比較多的比賽場合，外野席也會開放給應援團使用。在這種情況下，三壘側的替補席在左翼、一壘側的替補席在右翼；但是也有例外的情況，例如：甲子園三壘側的長凳附近和一些靠近客隊替補席的座位，也是被主隊應援團佔據的位置。
  - 啦啦隊（Cheerleader）經常會於兩局之間在球場內進行表演，看台上幾乎沒有支援，但是日本火腿鬥士在札幌巨蛋的主場比賽中，三壘側有一個特設看台可以給啦啦隊使用。

## 使用樂器

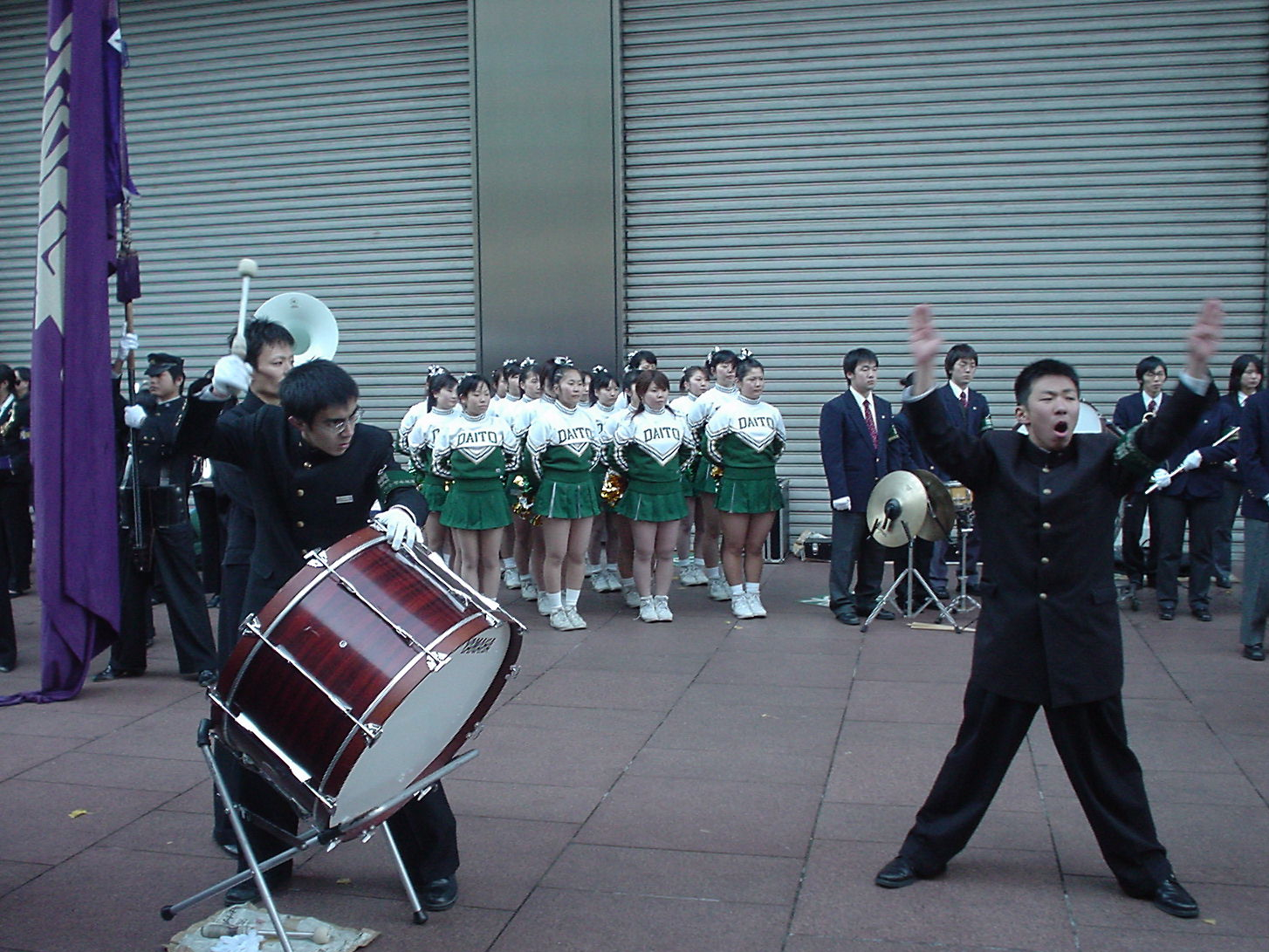
大東文化大學全學應援團的學生在箱根驛傳進行應援，整個應援團體包括指導部、啦啦隊和吹奏樂部

應援團在應援現場使用的樂器包括鼓、口哨和拍子木，大鼓的數量近年來也有所增加，尤其是那些重視傳統的應援團喜歡使用和太鼓；另外，有時也會和啦啦隊的銅管樂隊合作表演。
近年以來，應援團活躍的體育比賽，不時會對應援團及其應援形式施加限制，其中一些限制是禁止使用和太鼓和大鼓。典型例子是甲子園體育場禁止打日本鼓，因此一些參與學校的應援團，在甲子園時必須改變他們的應援風格；此外，一些縣在棒球比賽時，禁止使用小號。

## 其他通用工具
- 號（包括歡呼號角（日语：チアホーン）和嗚嗚號）
- 喊話器
- 一字巾（鉢巻）：綁在額頭上的帶子。
- 襷（日语：襷）：從肩膀和腋下穿過，綁在背上的十字交叉帶子。
- 加油棒
- 綵球（日语：ポンポン）
- 繪具（日语：絵の具）、彩色筆（面部彩繪）
- 噴射氣球（日语：ジェット風船）（職業棒球Lucky 7（日语：ラッキー7）的應援，或是主隊獲勝場合的祝福）
- 毛巾：J聯賽開始成立時，很多人揮舞著印有隊伍標誌和吉祥物的毛巾，而不是歡呼的旗幟。日本職業棒球千葉羅德海洋首先將其作為一種應援道具，然後傳播到其他棒球隊伍。
- 廣島縣的體育俱樂部（廣島東洋鯉魚、廣島三箭等）：使用杓子作為一種應援道具。
- 水桶：主要用於高中和大學棒球的應援，應援團長用桶水從頭淋下，讓全身濕透，表示熱情洋溢的活力。

## 組織管理

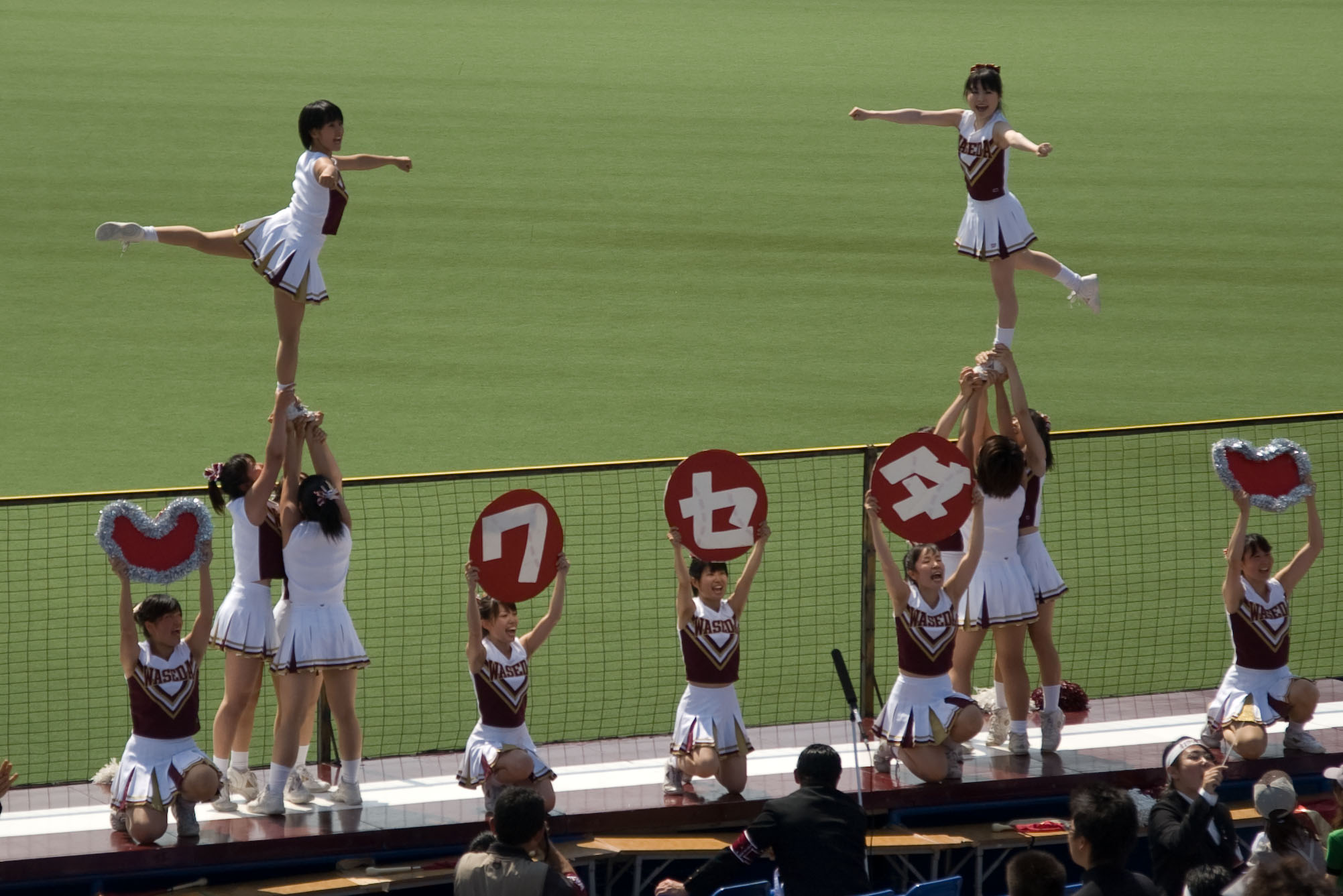
早稻田大學應援部與啦啦隊共同合作的學生

一般意義上，狹義的應援團是指身著校服的男學生，但實際上的組織結構會因不同的學校而有差異。有些學校的應援團體，純粹是由穿著校服的男生組成；有些則是廣義上，整個從事應援指揮和指導支持的專門活動團體，實際上有負責呼喝的指導部、負責舞蹈的啦啦隊、負責音樂演奏的吹奏樂部，互相合作組成。
前者的情況下，主要只有男性指導觀眾參與應援活動（但近年也有穿著詰襟的女學生成為領導者），這與舞者和銅管樂隊合作組成的啦啦隊，是彼此不相干的組織。應援團的構成人員以男性中心為主，使其保持著一種「硬派氣質」的行事風格。 因此，男性指導部往往更具有暴力傾向。
一些大學應援團採取「全學組織」的形式，賦予學生自治會組織應援團的自主權。

## 著名應援歌和傳統演舞
- 東京農業大學應援團的「青山岸邊（日语：青山ほとり）」：使用白蘿蔔作為道具，故通稱為。
- 日本體育大學的「ESSASSA」（エッサッサ）：團員赤膊、赤足呼喊口號，「荏原体育」應援團長表演荏原之舞。
- 東北大學應援團的：在仙台站前鼓勵應屆的考生
- 北海道大學和小樽商科大學的對面式：兩校自1922年開始舉辦的傳統活動，以其獨特曲調、高木屐的演舞姿勢，以及大聲朗讀挑戰狀與應戰狀而聞名；曾經一度因小樽商科大學應援團中止而暫時停擺，2010年重新複辦。[6]
- 早稻田大學的「COMBAT MARCH（日语：コンバットマーチ）」：棒球得點機會時表演的進行曲。
- 慶應義塾大學的「DASH KEIO（日语：ダッシュケイオウ）」：棒球得點機會時表演的進行曲。
- 法政大學的「CHANCE HŌSEI」（チャンス法政）：棒球得點機會時表演的進行曲。
- 明治大學的：棒球得點機會時表演的進行曲。
- 國學院大學的「國大音頭」：1946年由國學者折口信夫（日语：折口信夫）為鼓勵學生而寫的歌詞。
- 學習院大學的「學習院MARCH」「應援歌」
- 中央大學的「啊，在中央的青春」（あゝ中央の若き日に）
- 神奈川大學的「ノーエ節（日语：ノーエ節）」「箱根之山」
- 拓殖大學的
- 近畿大學的「近大節（日语：近大節）」
- 筑波大學的
- 關西大學的「逍遙歌」（逍遙歌）

## 支援體育比賽
- 選拔高等學校棒球大會
- 城際棒球比賽（日语：都市対抗野球大会）
- 超級聯賽 (棒球)（日语：プレミアリーグ (バレーボール)）
- 日本職業足球聯賽（J聯賽獎（日语：Jリーグアウォーズ））
- BJ聯盟

## 應援團題材作品
- 押忍！戰鬥！應援團
- 燃燒！熱血韻律魂 押忍！戰鬥！應援團2
- 嗚呼！花之應援團（日语：嗚呼!!花の応援団）
- 大川興業（日语：大川興業）
- 啦啦隊少女
- 翌檜三三七拍子
- 南瓜酒
- 3.3.7應援男（日语：3.3.7ビョーシ!!）
- AGAIN！再一次（日语：アゲイン!!）
- 神光援團紳士錄（日语：神光援団紳士録）
- CHEERS！（日语：Cheers! (漫画)）
- 陽光伙伴（日语：陽あたり良好!）
- 名門！多古西應援團（日语：名門!多古西応援団）
- 魁！男塾